# Glossata
Glossata је подред инсекта реда лептира који укључује све натпородице мољаца и лептира који имају спирални пробосцис. (Остали подредови: Zeugloptera, Aglossata, и Heterobathmiina).